# Čermná (Libouchec)
Čermná (deutsch Leukersdorf) ist ein Ort in der Gemeinde Libouchec im Ústecký kraj in Tschechien.

## Geographie

### Lage
Das Straßendorf liegt ca. 9,5 km nordöstlich des Stadtzentrums von Ústí nad Labem (Aussig) am Fuße des Výrovny (540 m). Die Nachbarorte sind nördlich Modrá (Riegersdorf), nordwestlich Libouchec (Königswald), nordöstlich Jílové (Eulau), östlich Stará Bohyně (Alt Bohmen), westlich Malé Chvojno (Klein Kahn), südwestlich Velké Chvojno (Böhmisch Kahn) und südlich Mnichov (München) und Lipová (Spansdorf).
| Libouchec (Königswald)                                   | Modrá (Riegersdorf)                         | Jílové (Eulau)            |
| Malé Chvojno (Klein Kahn), Velké Chvojno (Böhmisch Kahn) | Kompassrose, die auf Nachbargemeinden zeigt | Stará Bohyně (Alt Bohmen) |
| Luční Chvojno (Deutsch Kahn)                             | Mnichov (München), Lipová (Spansdorf)       |                           |

## Geschichte
Es ist unklar, ob die ersten Siedler des Ortes Deutschböhmen oder Slawen waren. Wahrscheinlich erfolgte eine Ansiedlung durch Rodungen des Urwalds und Anlage eines für diese typischen Dorfes in der Zeit von 1250 bis 1300. Gegen eine frühere Ansiedlung spricht, dass in einer einschlägigen Urkunde der Johanniter aus dem Jahr 1169 für diese Stelle noch nicht die sonst übliche Bezeichnung 'villa' (= Dorf) erwähnt wurde. Für das Jahr 1352 ist bereits ein Pfarrer für diese Gemeinde erwähnt.
Für das Jahr 1811 sind in der Gemeinderechnung des Ortes Leukersdorf zwei „unglückliche Ereignisse“ dokumentiert. Am Nachmittag des 22. Juni 1811 war der Ort von einem Gewitter mit starkem Hagelniederschlag und anschließendem wolkenbruchartigen Regen betroffen. Infolge der erheblichen Niederschläge schwoll der Bachlauf an, wodurch neben erheblichen Schäden im Dorf u. a. die Brücke zur Kirche zerstört wurde. Am 18. Juli 1811 geriet das Wohnhaus Nummer 10 kurz nach seinem Wiederaufbau nebst der Scheune und Hofgebäude durch einen Blitzeinschlag in Brand, nachdem es bereits zuvor im Jahr 1809 abgebrannt war. Ein Ausbreiten des Brandes konnte durch den Einsatz der Feuerspritze aus dem Nachbarort Deutschkahn verhindert werden. Dieser Brand war der Anlass für die Anschaffung einer eigenen Feuerspritze, wofür bereits Anschaffungsplanungen aufgrund eines Brandes einer Scheune von Haus Nummer 22 im Jahre 1805 bestanden, die aus Kostengründen aber bis dahin nicht umgesetzt wurden.
Am 30. August 1813 kamen für die Dorfbewohner von Leukersdorf unerwartet französische Truppen auf der Flucht von der Schlacht bei Kulm und lagerten auf den Feldern der Wirtschaften von Leukersdorf Nr. 23 und 24. Durch die französischen Truppen wurden vielzählige Güter des Dorfes akquiriert oder geplündert. Nahezu alle Bewohner von Leukersdorf, bis auf Johann Georg Höhne (* 13. August 1767 in Leukersdorf; † 14. Januar 1850 in Leukersdorf) aus Leukersdorf Nr. 54, flohen vor den herannahenden Truppen. Dieser hatte 12½ Jahre bei den 'Kaiserlichen' (österreichischen Truppen) gedient und  konnte sich mit 'vielen der fremden Soldaten in ihrer Muttersprache', mithin in französischer Sprache verständigen. Die verfolgenden Truppen der Österreicher hatten den fliehenden französischen Truppen bis nach Deutsch-Kahn nachgesetzt, von einer weiteren Verfolgung von dort aber aufgrund ihrer eigenen geschwächten Konstitution abgesehen. Am nächsten Morgen zogen die Truppen ungehindert über Schneeberg weiter nach Sachsen.
Leukersdorf gehörte bis zur Revolution von 1848/1849 im Kaisertum Österreich zur Allodial-Herrschaft Prießnitz (später Schönpriesen), zu der auch die Dörfer Prießnitz, Nestomitz, Mosern, Wesseln, Nestersitz, Pömmerle, Doppitz, Leinisch, Seesitz, Soblitz, Reindlitz, Mörkau, Blankenstein, Leissen, Spansdorf, München, Neubohmen (Kokisch), Arnsdorf und Schlabisch gehörten.
1918 ging der böhmische Ort mit Auflösung der Doppelmonarchie Österreich-Ungarns in die Tschechoslowakei über.
In den Jahren 1920/21 kam es in Leukersdorf zu einer Reihe von Bränden, bei denen ein Serienbrandstiftung vermutet wurde. Die Brandstiftungen begannen möglicherweise bereits mit dem Brand des Dörrhauses von der Wirtschaft Nr. 9 des Besitzers Daniel König am 16. Dezember 1919 zwischen 19 und 20 Uhr. Weitere Brände folgten relativ dicht aufeinander am 26. Juli 1920 zwischen 21 und 22 Uhr mit dem Brand der Gebäude der Gärtnerwirtschaft Nr. 25 des Besitzers Frid. W. Thiele, am 29. Juli 1920 zwischen 21 und 22 Uhr mit dem Brand des Wohnhauses Nr. 9 und am 12. August 1920 gegen 20:30 Uhr mit dem Brand der Scheune und des Wohnhauses der Wirtschaft Nr. 35. Die Serie der Brandstiftungen nahm wahrscheinlich nach dem Brand der Scheune der Wirtschaft Nr. 30 des Besitzers Eduard Walter am 5. Februar 1921 gegen 6 Uhr ein Ende. Aufgrund des Verdachts von Brandstiftungen wurden jeden Abend Wachen gebildet, die Gendarmerie überwachte verstärkt den Ort, acht Haus- bzw. Wirtschaftsbesitzer ersetzten ihre Strohbedachung durch Dachziegel oder -pappe und viele Bewohner brachten ihre wertvollen Sachen (bspw. Möbel) in Keller bzw. feuerfeste Gebäude.
Am 15. August 1925 wurde der Anschluss des Dorfes Leukersdorf an das Stromnetz abgeschlossen.
1939 fiel mit dem Münchner Abkommen der Ort im nunmehrigen Reichsgau Sudetenland zu Nazi-Deutschland. Zum Kriegsende kam der wieder zur Tschechoslowakei. 1945/46 wurde ein Großteil der deutschsprachigen Einwohner vertrieben.

## Namensherkunft
Der heutige tschechische Ortsname Čermná leitet sich vom slawischen Begriff červená = rot ab und bezieht sich auf eine starke Quelle an einem Bach unterhalb der Nikolaikirche im Ort, die einen rötlichen Niederschlag aufweist. Diese Quelle bzw. der Bach wurde von der Bevölkerung 'die rote Rinne' genannt. In einer Urkunde der Johanniter aus dem Jahr 1169 wird als Grenzort des Gebietes der Johanniter ein 'Rufus puteus' (= roter Brunnen) erwähnt, der von den Geschichtsforschern auf den heutigen Ort Čermná bezogen wird. Der Name Čermná o. ä. war wohl der alte Flurname vor der Besiedlung durch die deutschböhmischen Kolonisten.
Der Ort ist im 14. Jahrhundert in den Konfirmationsbüchern (Libri confirmationum) des Prager Erzbistums unter dem Namen Luthkeri villa (Luthkersdorf) erwähnt. Die Kolonistendörfer erhielten ihre Namen oftmals von den Unternehmern bzw. Lokatoren, die die Besiedlung des Gebietes durchführten, so dass der Ort mit hoher Wahrscheinlichkeit seinen Namen von einer Person mit dem germanischen Namen Ludger erhielt. Der Ort wird in älteren Quellen unterschiedlich, sowohl in lateinischer, deutscher, slawischer als auch in zugleich in zwei Formen erwähnt:
| Jahr | erwähnter Name               | entspricht deutschsprachiger Namensform |
| ---- | ---------------------------- | --------------------------------------- |
| 1364 | Leutquardi villa             | Leutquardsdorf                          |
| 1374 | Luthkeri villa               | Luthkersdorf                            |
| 1376 | Lykeri villa                 | Lykersdorf                              |
| 1377 | Lutigeri villa               | Lutigersdorf                            |
| 1377 | Cermna alias Lutkersdorf     | Lutkersdorf                             |
| 1383 | Lukeri villa                 | Lukersdorf                              |
| 1385 | Lydgeri villa                | Lydgersdorf                             |
| 1395 | Luthartsdorf                 | Luthartsdorf                            |
| 1395 | Czermna                      |                                         |
| 1396 | Czrempna                     |                                         |
| 1399 | Czremna                      |                                         |
| 1402 | Likharti villa               | Likhartsdorf                            |
| 1405 | Leutheri villa alias Czermna | Leuthersdorf                            |
| 1406 | Lutkrsdorf alias Czrmna      | Lutkersdorf                             |
| 1407 | Lutkersdorf alias Czrmpna    | Lutkersdorf                             |
| 1407 | Lutiksdorf                   | Lutiksdorf                              |
| 1409 | Leuthigsdorff alias Czrmna   | Leuthigsdorf                            |
| 1475 | Lutersdorf                   |                                         |
| 1483 | Luckerstorff                 |                                         |
| 1520 | Leykersdorff                 |                                         |
| 1555 | Leikersdorf, Laiksdorf       |                                         |
| 1664 | Leickersdorf, Leykersdorf    |                                         |
| 1671 | Leückersdorff                |                                         |
| 1787 | Leikersdorf                  |                                         |
| 1833 | Leukersdorf                  |                                         |

## Bevölkerung
|           | 2. Hälfte 16. Jh.                | 1660 | 1667 | 1720 | 1734 | 1756 | 1766 | 1780 | 1790 | 1800 | 1810 | 1821 | 1836 | 1845 | 1869 | 1880 | 1890 | 1900 | 1910 | 1921 | 1930 | 1950 | 1961 | 1970 | 1980 | 1991 | 2001 | 2011 |
| --------- | -------------------------------- | ---- | ---- | ---- | ---- | ---- | ---- | ---- | ---- | ---- | ---- | ---- | ---- | ---- | ---- | ---- | ---- | ---- | ---- | ---- | ---- | ---- | ---- | ---- | ---- | ---- | ---- | ---- |
| Einwohner | 13 Bauern, 8 Gärtner, 11 Häusler |      |      |      |      |      |      |      |      |      |      |      |      |      | 392  | 377  | 376  | 332  | 330  | 333  | 312  | 158  | 134  | 103  | 54   | 39   | 54   | 78   |
| Häuser    | 32                               | 38   | 41   | 42   | 43   | 45   | 47   | 49   | 51   | 53   | 54   | 55   | 56   | 64   | 67   | 68   | 70   | 70   | 73   | 72   | 75   | 72   | 33   | 27   | 19   | 21   | 21   | 29   |

## Richtergut
Das als Richtergut bezeichnete Bauerngehöft Nummer 1 am Rande des ehemaligen Marktplatzes war über 257 Jahre lang im Besitz des (wechselnden) Ortsrichters, bis das Richteramt vom Amt der Vorsteher in den Jahren 1849–1850 abgelöst wurde. Dort befand sich bis 1841 auch die Schankwirtschaft, da in dieser Zeit die Richter zumeist auch das Recht des 'Bierschenkens' hatten. In den Jahren 1832 und 1838 wurden durch den damaligen Besitzer Franz Anton Vincent Güttler (* 8. September 1776; † 15. Dezember 1847) große Teile des Gutes an verschiedene Käufer veräußert.

## Sehenswürdigkeiten

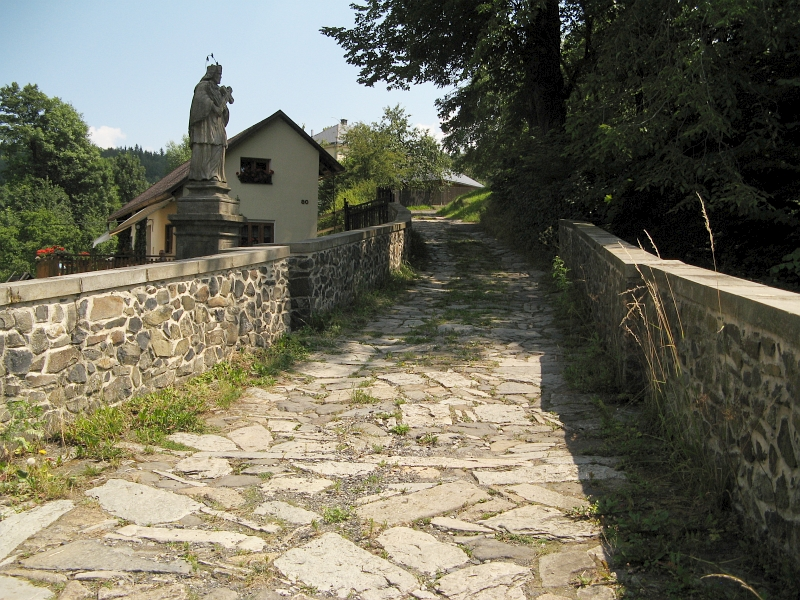
Steinbrücke mit Statue Hl. Nepomuk.

- Steinbrücke mit Statue Hl. Nepomuk.Steinbrücke am Fuße der Kirche mit Statue des Hl. Nepomuk.
- ehemaliges Richtergut

### St.-Nikolai-Kirche
Die Kirche und Pfarre in Leukersdorf gehen bis in die Zeit der deutschen Besiedelung zurück, welche um das Jahr 1250 bis 1300 anzusetzen ist. Sie befindet sich auf einem kleinen Hügel über der Straße im Dorf. Die heutige St.-Nikolaus-Kirche wurde als barockes Bauwerk im 18. Jahrhundert an der Stelle der älteren Kirche erbaut. Im Jahr 1825 erhielt die Kirche eine Turmuhr, welche durch den örtlichen Schmiedemeister Franz Anton Güttler in Zusammenarbeit mit einem Uhrmacher aus Schneeberg gefertigt wurde. Im Jahr 1917 mussten die mittlere und kleine Kirchenglocke zu Kriegszwecken abgeliefert werden, so dass nur die große, alte Glocke aus dem Jahr 1557 verblieb. Durch Spenden der Eheleute Marie und Adalbert Kunze aus München (bei Leukersdorf) konnten die mittlere und durch eine Spende der Anna Güttler aus Leukersdorf Nr. 42 die kleine Glocke ersetzt und am 24. Mai 1925 eingeweiht werden. Die Kirche ist von einem Friedhof mit historischen, stark verfallenen Gräbern aus der Zeit der Besiedlung des Ortes der Deutschböhmen umgeben. Seit dem 28. Dezember 2007 ist die Kirche ein Kulturdenkmal.

## Persönlichkeiten
- Anton Höhne (1744–1795), Baumeister, Architekt und Unternehmer